# Ahmed Ismail El Shamy
Ahmed Ismail El Shamy (født 21. oktober 1975 i Cairo) er en egyptisk bokser som deltog i mændenes letsværvægt (– 81 kg) under Sommer-OL 2004 hvor han vandt en bronzemedalje. Et år tidligere, vandt han en guldmedalje i den samme vægtklasse under All-Africa Games i Abuja, Nigeria.

## Olympiske resultater
- Besejrede Shohrat Kurbanov (Turkmenistan) 44-22
- Besejrede Trevor Stewardson (Canada) 38-22
- Besejrede Elias Pavlidis (Grækenland) RSC 3 (0:22)
- Tabte til Magomed Aripgadjiev (Hviderusland) 20-23